# Чечелев, Даниил Александрович
Даниил Александрович Чечелев (род. 23 февраля 2001, Хабаровск) — российский хоккеист, вратарь клуба «Юнисон-Москва».

## Биография
Начинал играть в хоккей в хабаровском «Амуре». Затем занимался в петербургских школах «Нева» и «Бульдоги». С 2016 года — в подольском «Витязе». С сезона 2017/18 — игрок команды МХЛ «Русские витязи». В сезоне 2020/21 также выступал в ВХЛ за ХК «Рязань».
На драфте НХЛ 2020 года был выбран в 4-м раунде под общим 96-м номером клубом «Калгари Флэймз», на драфте USHL 2020 года был выбран в 15-м раунде под общим 214-м номером клубом «Су-Сити Маскетирс». В сентябре 2021 года подписал контракт с фарм-клубом из АХЛ «Стоктон Хит». Провёл в сезоне одну игру в АХЛ и 30 — в ECHL за «Канзас-Сити Мэверикс». В августе 2022 года подписал соглашение с новым фарм-клубом «Калгари» из АХЛ — «Калгари Рэнглерс». До конца года сыграл два матча в АХЛ и 42 — в ECHL за «Рапид-Сити Раш».
28 ноября 2023 года вернулся в «Витязь», подписав контракт до конца сезона. Дебютировал в КХЛ 4 февраля в домашнем матче против «Куньлуня» (2:4).
Победитель хоккейного турнира Зимнего европейского юношеского олимпийского фестиваля 2017.